# Tim Hunkin
Tim Hunkin (nacido como Timothy Mark Trelawney Hunkin, 27 de diciembre de 1950 Londres) es un ingeniero, dibujante, escritor y artista inglés que vive en Suffolk, Inglaterra. Es conocido por crear la serie de televisión de Channel Four The Secret Life of Machines, en la que explica el funcionamiento y la historia de varios dispositivos domésticos. También ha creado exposiciones en museos para instituciones de todo el Reino Unido y ha diseñado numerosas obras de ingeniería pública, principalmente para el entretenimiento. Sus obras son distintivas, a menudo reconocibles por su estilo único de escultura de papel maché (hecho de papel de periódico sin pintar), sus dibujos animados con pluma y tinta y su sentido del humor poco convencional.
Se graduó en ingeniería en Gonville and Caius College, Cambridge.

## Trabajos

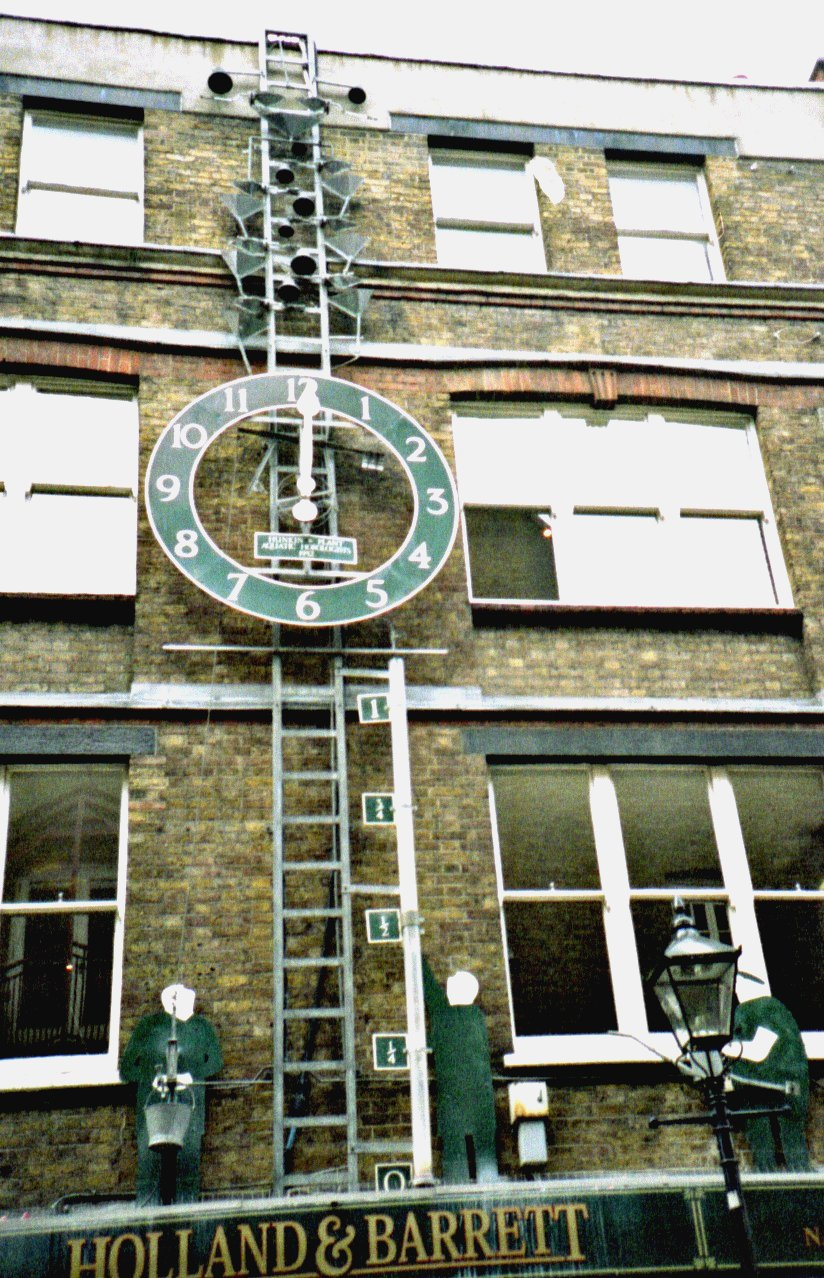
Un reloj de agua en Covent Garden construido por Tim Hunkin y Andy Plant

Hunkin's Under the Pier Show en Southwold Pier, Inglaterra, es una sala de juegos de un centavo que presenta varias máquinas divertidas que funcionan con monedas de su creación. Las atracciones incluyen el "Autofrisk" (un dispositivo que simula la experiencia de ser cacheado por múltiples guantes de goma inflados), el "Bathyscape" (un dispositivo que simula una breve aventura submarina) y un reloj escultórico un tanto tosco. Novelty Automation, una sala de juegos en Holborn, Londres, que tiene un tono más satírico, de la que Hunkin ha dicho "No creo que el arte político tenga un efecto enorme, pero a corto plazo es satisfactorio reforzar la falta de respeto de la gente hacia los villanos".
Muchos de sus otros proyectos son a gran escala y teatrales, incluidos relojes gigantes de diseños poco convencionales, hogueras y exhibiciones pirotécnicas. En 1976, diseñó los cerdos y ovejas voladores para la gira In The Flesh de la banda de rock Pink Floyd, promocionando su álbum Animals.

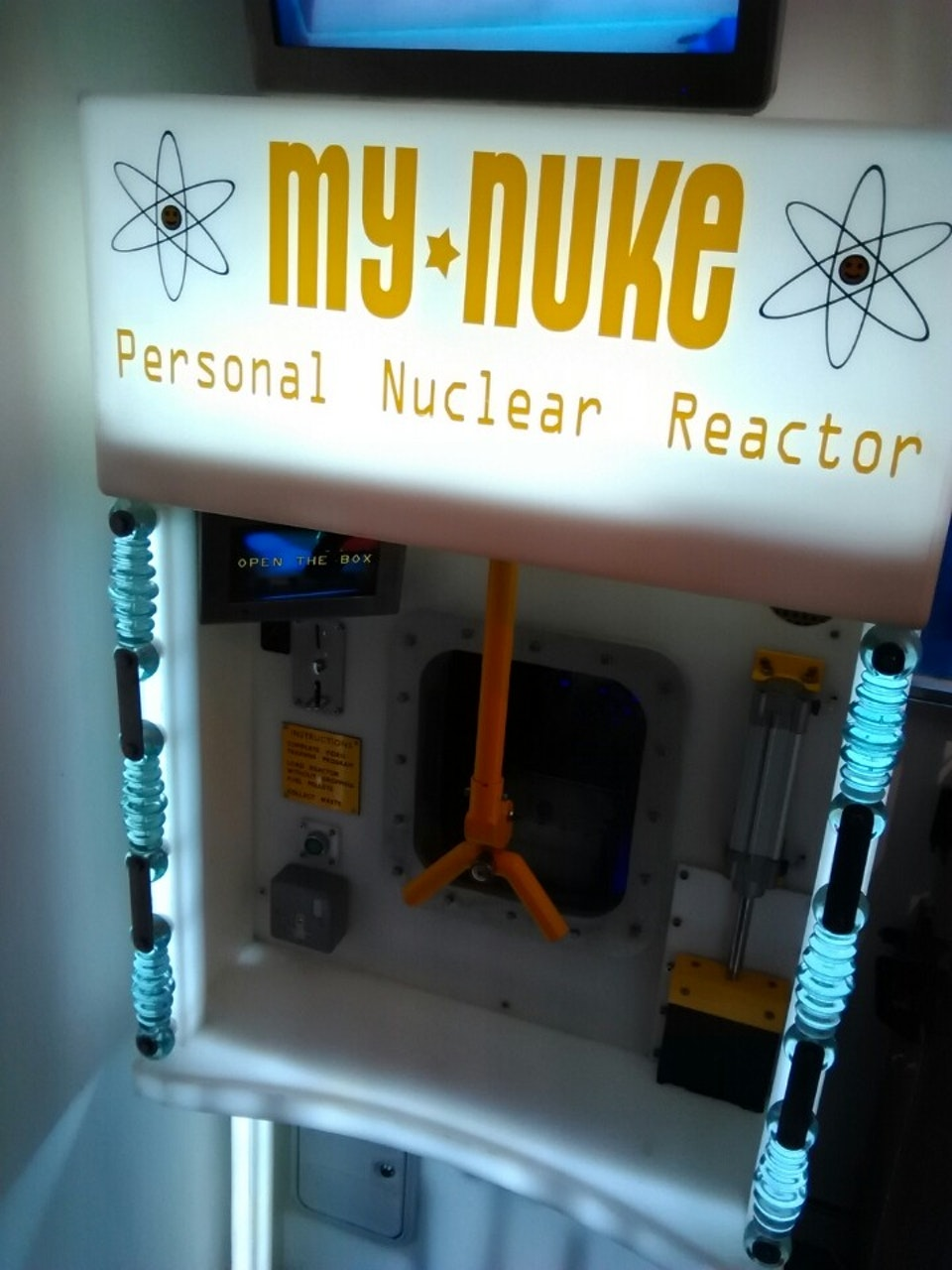
Juego de arcade "My Nuke" en Novelty Automation

Sus exhibiciones también aparecen en episodios de La vida secreta de las máquinas y se relacionan con la máquina cubierta por los programas. Estos incluían una montaña de televisores en llamas; aspiradoras voladoras equipadas con motores de cohetes; un carhenge ; un ballet de radios portátiles autopropulsados; y un extraño "peregrinaje" de un motor de combustión interna transportado, a la altura del hombro, en un féretro hacia el centro de Carhenge. El cerdo inflable de Pink Floyd también apareció en el episodio de la aspiradora. Otras pantallas presentadas en la serie fueron más informativas, como un sistema de calefacción central independiente y una "máquina de coser humana". Los programas también incluyen sus dibujos animados en forma de voz y animación.
En 2013 creó un gran reloj desplegable para el Exploratorium de San Francisco.
Durante la pandemia de COVID-19 de 2020 se inspiró en otros creadores en línea para hacer una nueva serie llamada The Secret Life of Components que se distribuyó en YouTube a partir de marzo de 2021. Se distribuyó una segunda entrega a partir del 30 de marzo de 2022.

### Libros
Varios libros con su distintivo estilo de dibujos animados. El primero fue un libro para niños, Mrs Gronkwonk and the Post Office Tower (ISBN 978-0207955006) en 1973, que recientemente volvió a estar disponible en Lulu.com. En 1988 publicó Casi todo lo que hay que saber, una compilación de su tira cómica Los rudimentos de la sabiduría, publicada por primera vez en The Observer. También es el autor del libro Experimentos de Hunkin que describe una variedad de bromas, juegos y curiosidades basadas en la ciencia. El contenido de ambos libros está disponible gratuitamente en línea.
1. ↑  «The Secret Life Of Machines Home Page». Secretlifeofmachines.com. Consultado el 22 de enero de 2019.
2. ↑  «Tim Hunkin home page». Timhunkin.com. Consultado el 22 de enero de 2019.
3. ↑  «B3TA : INTERVIEWS : TIM HUNKIN». B3ta.com. Consultado el 22 de enero de 2019.
4. ↑  «Tim Hunkin: The Seaside Inventor». YouTube.com. University of Cambridge. Archivado desde el original el 3 de diciembre de 2022. Consultado el 3 de diciembre de 2022.
5. ↑  «Under the pier show arcade, southwold/alternative coin operated machines». Underthepier.com. Consultado el 22 de enero de 2019.
6. ↑  Weaver, Matthew (17 de noviembre de 2016). «Housing Ladder arcade game has players dodging buy-to-let investors». Theguardian.com.
7. ↑  «Exploratorium - Tinkererâ€™s Clock, created by tinkerer Tim Hunkin...». Exploratorium.tumblr.com. Consultado el 22 de enero de 2019.
8. ↑  «Secret life of components».
9. ↑  Hunkin, Tim (1988). Almost Everything There Is To Know. ISBN 1-871307-43-0.
10. ↑  «The Rudiments of Wisdom Cartoon Encyclopedia». Rudimentsofwisdom.com. Consultado el 22 de enero de 2019.
11. ↑  Hunkin, Tim (April 2004). Hunkin's experiments. ISBN 978-0954226602.
12. ↑  «Hunkin's Experiments (over 200 home experiments)». Hunkinsexperiments.com. Consultado el 22 de enero de 2019.

- Datos: Q2420686
- Multimedia: Tim Hunkin / Q2420686